# Laredo (Cantàbria)
Laredo és un municipi de la comunitat autònoma de Cantàbria. Limita, d'est a oest, amb els municipis de Liendo, Limpias i Colindres. Al nord queda la Badia de Santoña. Situat a mig camí entre Santander i Bilbao, Laredo és famós per la seva platja d'arena de cinc kilòmetres de llargada coneguda com "La Salvé" i pel seu nucli històric que data dels temps romans.

## Barris
- La Arenosa. És una localitat del municipi de Laredo que l'any 2008 tenia 67 habitants (INE). La localitat es troba a 500 metres d'altitud sobre el nivell del mar, i a 1,4 quilòmetres de la capital municipal.
- El Callejo.
- Las Cárcobas.
- Las Casillas.
- Laredo (Capital).
- La Pesquera.
- Tarrueza.
- Villante.

## Demografia
| 1900  | 1910  | 1920  | 1930  | 1940  | 1950  | 1960  | 1970   | 1980   | 1990   | 2000   | 2005   |
| ----- | ----- | ----- | ----- | ----- | ----- | ----- | ------ | ------ | ------ | ------ | ------ |
| 5.097 | 5.212 | 5.566 | 5.890 | 6.206 | 6.866 | 7.520 | 10.260 | 12.278 | 13.493 | 12.634 | 13.115 |

Font: INE

## Administració
| Eleccions municipals, 23 de maig de 2003 |      |        |          |
| Partit                                   | Vots | %      | Regidors |
| PP                                       | 3492 | 40,81% | 8        |
| PRC                                      | 2457 | 28,71% | 5        |
| PSOE                                     | 1682 | 19,66% | 3        |
| IU                                       | 539  | 6,30%  | 1        |

| Eleccions municipals, 27 de maig de 2007 |      |        |          |
| Partit                                   | Vots | %      | Regidors |
| PP                                       | 2984 | 37,90% | 7        |
| PRC                                      | 2048 | 26,01% | 5        |
| PSOE                                     | 1299 | 16,50% | 3        |
| IPL                                      | 544  | 6,91%  | 1        |
| IU                                       | 405  | 5,14%  | 1        |